# 유럽 고속도로 017호선
유럽 고속도로 017호선(European route E017)은 러시아의 옐라부가와 우파를 이어주는 B-클래스급 간선도로로, 총 연장은 323 km이다.

## 경로
- 러시아
  - 옐라부가
  - 우파